# 信用衍生工具
信用衍生工具（Credit derivative），或稱信用衍生物與信用衍生性金融商品，是一種金融衍生工具。其意指買賣雙方，一方利用繳付權利金，將信用風險轉讓給另一方。其金融風險的前後價差是後者所獲利的金額。